# Stanislav Dusík
Stanislav Dusík (n. 6 iunie 1946, Boleráz, Cehoslovacia⁠(d) – d. 6 decembrie 2019, Florența, Italia) a fost un pictor academic⁠(d), grafician, ilustrator și scriitor slovac. A lucrat inițial ca grafician și ilustrator de carte și, după ce a emigrat în Italia la începutul anilor 1980, s-a remarcat ca artist iconograf și a făcut parte din echipa de experți care a cercetat Giulgiul de la Torino. Unul din subiectele sale preferate a fost imaginea feței lui Hristos.
Creațiile artistice ale lui Dusík au fost distinse cu numeroase premii în Slovacia și în străinătate, iar unele lucrări au ajuns să fie expuse, de exemplu, la Centrul Cultural „Georges Pompidou” și la Muzeul Luvru din Paris. și a publicat și în domeniul literar. În 1980 a publicat cartea de nuvele Boleráz, Boleráz și a scris și eseuri.

## Biografie
S-a născut la 6 iunie 1946 în satul Boleráz din regiunea Trnava (Slovacia). Fratele său mai mic, Jozef Dusík⁠(d) (n. 1948), a urmat, de asemenea, o carieră artistică și a devenit pictor, grafician și ilustrator. A absolvit studiile elementare la școala primară din satul natal, după care a urmat cursurile Școlii Secundare de Tehnică Aplicată din Bratislava (1961–1965). A studiat apoi pictura, tehnica grafică și ilustrarea cărților la Academia de Arte Frumoase și Design⁠(d) (VŠVU) din Bratislava (1967–1971), sub îndrumarea profesorilor Vincent Hložník⁠(d) și Dezider Milly⁠(d). Dusík s-a specializat în domeniul graficii și ilustrației de carte și a câștigat încă din perioada studiilor premiul Matica slovenská pentru ilustrarea cărții Hamlet de William Shakespeare (1969). În anii 1970 a decorat cu ilustrații peste 200 de cărți de diferite genuri (în principal cărți pentru copii), lucrând în diverse tehnici grafice, îndeosebi intaglio (acvaforte, acvatintă, punct uscat⁠(d), mezzotintă⁠(d)). A organizat zece expoziții individuale și a participat la peste 90 de expoziții colective. Opera sa picturală poate fi împărțită în două categorii: pictură de atelier și pictură monumentală cu caracter preponderent religios.
La începutul anilor 1980 Dusík a obținut o viză de turist și a emigrat în Italia, stabilindu-se în anul 1982, împreună cu soția și cu cei patru copii, în orașul Florența. A lucrat acolo ca pictor și grafician și s-a implicat în mod voluntar în organizarea vieții culturale a slovacilor din străinătate. Trăind în exil, Dusík a devenit tot mai interesat de arta sacră, iar unul dintre subiectele sale favorite a fost imaginea feței lui Hristos. Creațiile sale artistice au fost distinse cu numeroase premii, iar unele lucrări realizate de el au fost expuse la Centrul Cultural „Georges Pompidou” și la Muzeul Luvru din Paris. Dusík a devenit unul dintre cei mai importanți creatori de artă sacră ai epocii sale și a predat ca profesor la Academia din Cividale del Friuli și la Scola di restauro din Florența. El a fost singurul artist și iconograf inclus în echipa multidisciplinară a Centro Internazionale di Sindologia di Torino pentru studiul științific al Giulgiului din Torino.
A continuat să participe în acest timp la expoziții individuale sau de grup. Orașul Roma și Vaticanul au organizat în anul jubiliar 2000 o expoziție exclusivă dedicată lui Dusík la Museo del Risorgimento⁠(d). Dusík a participat la expoziția colectivă Človek a jeho náboženská dimenzia v Európe („Omul și dimensiunea sa religioasă în Europa”), care a avut loc în anul 2002 în sala istorică din Aripa Carol cel Mare a Pieței Sf. Petru de la Vatican, și la expoziția Hlahol zvonov, care a fost organizată în anul 2013, cu ocazia aniversării a 1150 de ani de la sosirea lui Chiril și Metodiu în Moravia Mare, în Palatul Primatului⁠(d) din Bratislava. El a susținut, împreună cu organizația Matica slovenská, proiectul de amplasare a unui monument închinat Sfinților Chiril și Metodiu, precum și ucenicului lor, Gorazd⁠(d), la Bratislava.
Stanislav Dusík a murit în 6 decembrie 2019 la Florența, la vârsta de 73 de ani.

## Activitatea literară
În același timp cu activitatea artistică, Dusík a început o carieră literară și a publicat volumul de povestiri Boleráz, Boleráz (1980) și cartea de eseuri Slováci, veľkí ľudia a malý národ („Slovacii, oameni mari și națiune mică”). El a obținut Premiul I pentru eseuri despre Sindona la un concurs național italian, care a avut loc în 1987.
Concepția sa cu privire la viață este prezentată în povestirea „V záhrade večnosti” („În grădina eternității”): „Am venit aici din grădinile eternității și călătorim către grădinile eternității încă de la nașterea noastră. Fiecare dintre noi este un călător într-o călătorie scurtă și anevoioasă prin viață și ne apropiem pas cu pas de Satul nostru natal, de Casa Tatălui nostru. Ca un «fiu risipitor» care a pierdut deja totul aici pe pământ, ne trebuie mult timp să găsim curajul de a mărturisi și de a spune din adâncul inimilor noastre obosite: slujitorii din Casa Tatălui meu o duc sigur mai bine decât mine, un pribeag sărac și veșnic nemulțumit, fără casă pe acest pământ străin. Pentru că pământul este doar o reședință temporară și nu vei găsi aici nimic permanent. [...] În fiecare an sunt cu un an mai bătrân, în fiecare an îmi rămâne un an mai puțin de trăit, în fiecare zi sunt cu o zi mai aproape de moarte. Moartea este singurul lucru din lumea asta care nu mă îngrijorează aproape deloc pentru că știu că nu poate fi evitată. Știu că într-o zi va trebui să trec prin ea, la fel cum am trecut prin bariera îngustă pe care am descoperit-o acum mult timp în copilărie. Și mai știu că odată ce voi traversa grădina vieții mele și voi ajunge la capătul ei, El îmi va deschide brusc această poartă secretă din copilăria mea și eu voi intra în liniște, aproape neobservat, în Grădinile Veșniciei, cu picioarele goale, ude de roua dimineții.”.

## Cărți proprii
- Boleráz, Boleráz, povestiri, Smena, Bratislava, 1980[8]
- Slováci, veľkí ľudia a malý národ („Slovacii, oameni mari și națiune mică”), eseuri

## Cărți ilustrate (selecție)

### Literatura cehă și slovacă
- Ladislav Ballek⁠(d): Agáty (Smena, 1981)
- Ladislav Ballek⁠(d): Pomocník (Smena, 1977)
- Rudolf Dobiáš⁠(d): Veľké biele vtáky (Mladé letá, 1976)
- Dušan Dušek⁠(d): Najstarší zo všetkých vrabcov (Mladé letá, 1976)
- Dušan Dušek⁠(d): Pištáčik (Mladé letá, 1980)
- Dušan Dušek⁠(d): Pravdivý príbeh o Pačovi (Mladé letá, 1980)

### Literatura universală
- Anne Brontë: Tajomná Pani Grahamová (Smena, 1973)
- Gustave Flaubert: Pani Bovaryová (Tatran, 1976)
- Zaharia Stancu: Som bosý (Smena, 1975)[12]

## Premii
Stanislav Dusík a primit o serie de premii importante pentru lucrările sale, printre care:
- Premiul organizației Matica slovenská pentru ilustrarea cărții Hamlet de William Shakespeare (1969)[8]
- Premiul I și medalia de aur „Carlo Magno” (Florența, 1985)[7][10]
- Premiu la Bienala de Ilustrație de Carte din Polonia (1986)[8]
- Premiul I „Ex Equo Giorgio Vasari” (Milano, 1989)[8][10]
- Premiul I „Mari profesori de istoria artei contemporane” (Scuola Nazionale di Storia dell'Arte, Parma, 1989)[7][10]
- Premiul I la Concursul internațional de ilustrare de cărți „Giubileo 2000” (Pescara, 2000)[7][10]
- Premiul Ľudovít Fulla (Bratislava, 2002)[7][10]
- Premiul I „Fiorino d'Oro – XXIII. Premio Firenze” (Florența, 2005)[7][10]
- Premiul „Fra Angelico” al Bisericii Catolice din Slovacia (Bratislava, 2009)[7][10]